# Fernando Carnota
Fernando Jorge Carnota (Buenos Aires, 6 de mayo de 1965) es un periodista argentino.

## Trayectoria
Empezó a los 22 años en el diario La Nación. Es, coautor del libro El Palacio de la Corrupción, una investigación periodística sobre el Concejo Deliberante de la Ciudad de Buenos Aires
El 3 de diciembre de 1990 mientras cubría el Alzamiento carapintada a las afueras del Edificio Libertador para Radio Mitre, fue alcanzado en la cabeza por una bala disparada desde el interior del Edificio Guardacostas.
En televisión participó en los programas Unidos y Dominados con Juan Castro y Hora Clave con Mariano Grondona. Entre marzo y septiembre de 2016 fue conductor del segmento "TN Central"  de Todo Noticias. Condujo el noticiero de segunda mañana en A24 junto a Soledad Larghi.
Fernando Carnota se sumó en 2017 a "Animales Sueltos" conducido por Alejandro Fantino en América. Carnota compone un panel de columnistas integrado por Edi Zunino, Romina Manguel, Daniel Santoro y "Tato" Young.
Desde agosto condujo el programa "Carnota 910" por Radio La Red.
Actualmente, conduce su programa radial Juntos en Continental, que se transmite de lunes a viernes de 10:00 a 13:00 en Radio Continental. 